# Het paard van Sinterklaas
Het paard van Sinterklaas is een Nederlandse jeugdfilm uit 2005. In het Engels luidt de titel Winky's Horse. De film is gebaseerd op het boek van Tamara Bos uit 2002 Winky en het Paard van Sinterklaas.
Het vervolg is Waar is het paard van Sinterklaas? uit 2007.
In 2022 werd bekend dat de producent van de film Burny Bos niet wil dat de film nog wordt vertoond omdat er zwarte pieten in voorkomen. De NPO vertoont de film  niet meer sinds 2019.

## Verhaal
Het 6-jarige meisje Winky Wong verhuist met haar moeder naar Nederland, waar haar vader een Chinees restaurant begonnen is. Winky wordt naar een Nederlandse school gestuurd, waar ze maar niet aan haar klasgenoten kan wennen. Al gauw vindt ze troost bij een paardje dat in een weiland dicht bij school staat. Ook Samir, de bezorger in het restaurant, is aardig. Hij is zelf als kind naar Nederland gekomen en weet wat het is om ineens in een andere omgeving te zijn. Samir heeft een oogje op buurmeisje Sofie, en een subplot is de ontluikende gevoelens tussen de twee, waarbij Winky hem tegenover haar en Sofies vader indekt.
Het paardje is van 'Tante' Cor en 'Oom' Siem, die een eindje verderop een manege hebben. Tante Cor wil haar wel paardrijles geven, maar de ouders van Winky voelen hier niets voor. Winky's moeder is namelijk bang voor paarden. Bovendien is het paardje al erg oud en moet de dierenarts het laten 'inslapen'.
Op school leert Winky over Sinterklaas, de goedheiligman die ieder jaar met de boot uit Spanje komt en kinderen cadeautjes geeft in hun schoen en met Pakjesavond. Bovendien zal de Sint ook op school komen. Ze besluit gewoon zelf een paard aan de goedheiligman te vragen.
Erg makkelijk gaat dat niet. Bij de intocht van de Sint komt ze er niet aan toe hem haar tekening te geven, en als ze haar schoen probeert te zetten, krijgt ze een standje van haar vader omdat hij bijna zijn nek erover breekt in het donker. Sowieso begrijpt Winky's vader niets van Sinterklaas, en verwart hem met de Kerstman. Uiteindelijk vraagt Winky de Sint om het paard als ze in een warenhuis bij hem op schoot zit. De (hulp)Sinterklaas antwoordt dat dat allemaal wel goed zal komen, en verguld gaat Winky terug naar huis. Ze zal een paard krijgen met Pakjesavond!
Groot is haar teleurstelling als de Sint haar op school geen paard maar een speelgoedhondje geeft. Ze noemt hem 'rot Sinterklaas' en wordt door de juf naar de gang gestuurd. Daar ziet ze een aan haar fiets vastgebonden paard, wat zij interpreteert als een cadeau voor haar van Sinterklaas. Dus toch! Blij rijdt ze erop weg, maar het blijkt een misverstand. Het is, zo wordt haar uitgelegd, het eigen paard van de Sint, dat een van de Zwarte Pieten per ongeluk aan haar fiets had gebonden. De Sint volgt Winky naar het restaurant en heeft daar eerst een gesprek met haar ouders en vervolgens met haarzelf. Ze mag het paard verzorgen, het blijft in het dorp in de manege van Cor en Siem als de Sint terug naar Spanje gaat.

## Rolbezetting
- Ebbie Tam – Winky Wong
- Mamoun Elyounoussi – Samir
- Jan Decleir – Oom Siem/Sinterklaas
- Anneke Blok – Juf Sigrid
- Sallie Harmsen – Sofie
- Aaron Wan – Vader van Winky
- Hanyi Han 韩奕 – Moeder van Winky
- Betty Schuurman – Tante Cor
- Nori de Winter – Maaike
- Peter Bolhuis – De buurman
- Nils Verkooijen – Nils
- Henry van Loon – Hoofdpiet

## Filmlocaties
De film werd gedeeltelijk opgenomen in Wijk aan Zee, waaronder op basisschool 'De Vrijheit' en in de Sint Odulfstraat. Dorpsscènes zijn opgenomen in Noordwijkerhout (Zuid-Holland). Het Chinese restaurant stond aan de Regenvlietweg in De Zilk (gemeente Noordwijk), maar heeft in oktober 2022 haar deuren gesloten. De manegescènes zijn opgenomen in Heemskerk (Noord-Holland).

## Theater
Tussen 2013-2015 was er de theaterbewerking Winky en het Paard van Sinterklaas waarin Eefje van Gorkum de rol van Winky Wong speelde.